# 十三石橋 (富山県)
十三石橋（じゅうさんごくばし）は、富山県富山市（旧八尾町）の井田川（神通川水系）に架かる国道472号の橋である。

## 概要
- 左岸 - 富山県富山市八尾町福島
- 右岸 - 富山県富山市八尾町下新町

### 先代橋梁
- 橋長 - 103.05 m[1]
- 幅員 - 8.6 m（車道と歩道の合計値）[1]

### 現橋梁
- 橋長 - 104.7 m[2]
- 幅員 - 11 m[2]

橋の名称は、右岸側の下新町の小字からとられている。また、2代目の橋梁は、八尾の景観をイメージとした外観となっている。

## 沿革
1891年（明治24年）、最初の橋が架けられた。
1935年（昭和10年）2月、県道八尾小杉線の橋として改めて竣工した。
完成当時の幅員は6.1mであったが、1973年（昭和48年）3月26日に当時の八尾町最大の交通量（1日当たり車2,500台、歩行者1,500人）に対応するため、上流側に歩行者専用橋（橋長91.5m、幅員2m）が架橋された。また、1977年（昭和52年）に左岸側の橋脚を下流側に約2.5m拡張する隅切改良が行われ、1978年（昭和53年）3月20日に完成した。1989年（平成元年）4月には、上流側に新しい幅員2.3mの歩道が新設され、同年5月2日には、1988年（昭和63年）9月から約5,300万円かけて進められた補修工事が完了した。全体が緑色で統一され、欄干部分には井田川に吹く風をイメージしたパネル110枚と橋名の由来を記したパネル1枚が貼り付けられた。
1993年（平成5年）4月、県道八尾小杉線が国道472号へ昇格したことに伴い、同橋は国道472号の橋となった。
2012年（平成24年）の定期点検で、橋梁に多数のひび割れや鉄筋の腐食、橋脚の劣化が確認され、県管理の811橋（15m以上、2014年当時）の中では最も老朽化が顕著で架け替えが必要と判断された。2014年（平成26年）に架け替え工事に着手、約200m下流に坂のまち大橋があるため仮橋を設けずに工事を行い、2019年（令和元年）8月17日に開通した。総事業費は約15億円。